# Sclerotium denigrans
Sclerotium denigrans är en svampart som beskrevs av H. Pape 1943. Sclerotium denigrans ingår i släktet Sclerotium och riket svampar.   Inga underarter finns listade i Catalogue of Life.